# Pseudochazara larseni
Pseudochazara larseni är en fjärilsart som beskrevs av Kocak 1978. Pseudochazara larseni ingår i släktet Pseudochazara och familjen praktfjärilar. Inga underarter finns listade i Catalogue of Life.